# María Dolores Gay Bódalo
María Dolores Gay Bódalo   (Cartagena) és una política socialista valenciana d'origen cartagener, diputada a les Corts Valencianes en la VI i la VII legislatures
És llicenciada en ciències polítiques i sociologia, especialitat en ciència de l'administració. Fou membre del consell d'administració de l'empresa Marina de las Dunas, SA. Militant del PSPV-PSOE, n'és vicesecretària general per a la Vega Baixa. Ha estat regidora a l'ajuntament de Guardamar del Segura de 1999 a 2004, període durant el qual fou secretària de medi ambient.
Ha estat escollida diputada per Alacant a les eleccions a les Corts Valencianes de 2003 i 2007. En l'XI Congrés del PSPV-PSOE ha donat suport la candidatura de Ximo Puig.